# Cratere Thales
Thales è un cratere lunare di 30,75 km situato nella parte nord-orientale della faccia visibile della Luna.